# Vengaboys/Auszeichnungen für Musikverkäufe

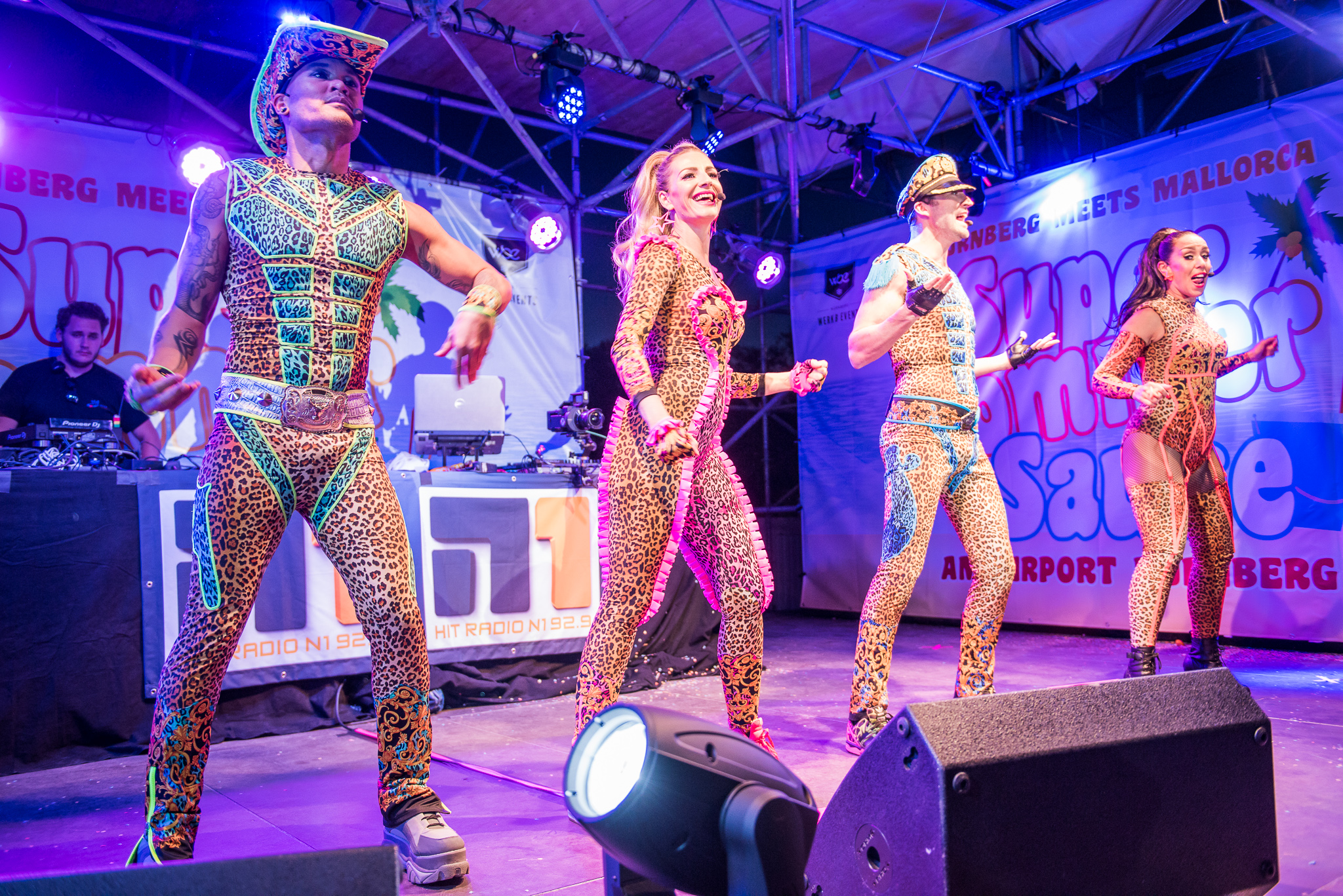
Vengaboys (2016)

Dies ist eine Übersicht über die Auszeichnungen für Musikverkäufe der niederländischen Europop-Band Vengaboys. Die Auszeichnungen finden sich nach ihrer Art (Gold, Platin usw.), nach Staaten getrennt in chronologischer Reihenfolge, geordnet sowie nach den Tonträgern selbst, ebenfalls in chronologischer Reihenfolge, getrennt nach Medium (Alben, Singles usw.), wieder.

## Auszeichnungen
| - Frankreich - 1999: für das Album The Party Album - Vereinigtes Königreich - 1999: für die Single Kiss (When the Sun Don’t Shine) - 2000: für die Single Shalala Lala - Australien - 2000: für die Single We’re Going to Ibiza - 2000: für die Single Shalala Lala - Belgien - 1999: für das Album Up & Down – The Party Album - 2000: für die Single Shalala Lala - Dänemark - 2024: für die Single We’re Going to Ibiza - Deutschland - 1999: für die Single Boom, Boom, Boom, Boom!! - 2000: für das Album The Platinum Album - Frankreich - 1999: für die Single Boom, Boom, Boom, Boom!! - Italien - 2024: für die Single Boom, Boom, Boom, Boom!! - Kanada - 2000: für das Album The Platinum Album - Neuseeland - 1999: für die Single We’re Going to Ibiza - 1999: für die Single We Like to Party! (The Vengabus) - 2000: für die Single Kiss (When the Sun Don’t Shine) - 2000: für die Single Uncle John from Jamaica - 2022: für das Album Greatest Hits! Part 1 - Niederlande - 1998: für das Album Up & Down – The Party Album - Norwegen - 2000: für das Album The Party Album - 2000: für das Album The Platinum Album - Österreich - 2000: für das Album The Platinum Album - Polen - 1999: für das Album Greatest Hits! Part 1 - 2000: für das Album The Platinum Album - Schweden - 2000: für die Single Kiss (When the Sun Don’t Shine) - 2000: für das Album The Party Album - 2000: für die Single Shalala Lala - Schweiz - 1999: für das Album Up & Down – The Party Album - 2000: für die Single Shalala Lala - Spanien - 1999: für das Album The Party Album - 2000: für das Album The Platinum Album - 2025: für die Single Boom, Boom, Boom, Boom!! - Ungarn - 2000: für das Album The Platinum Album - Vereinigte Staaten - 1999: für das Album The Party Album - Vereinigtes Königreich - 2000: für das Album The Platinum Album | - Australien - 1999: für die Single We Like to Party! (The Vengabus) - 1999: für die Single Boom, Boom, Boom, Boom!! - 2000: für das Album The Platinum Album - Belgien - 1999: für das Album Greatest Hits! Part 1 - 1999: für die Single We’re Going to Ibiza - Dänemark - 2024: für die Single Boom, Boom, Boom, Boom!! - Deutschland - 2000: für die Single Shalala Lala - Niederlande - 1998: für die Single We Like to Party! (The Vengabus) - 1999: für das Album Greatest Hits! Part 1 - 1999: für die Single We’re Going to Ibiza - Österreich - 2000: für die Single Shalala Lala - Schweden - 1999: für die Single We’re Going to Ibiza - Schweiz - 2000: für das Album The Platinum Album - Vereinigtes Königreich - 2019: für die Single Up & Down - 2019: für die Single We Like to Party! (The Vengabus) - 2022: für die Single We’re Going to Ibiza | - Australien - 1999: für das Album The Party Album - Belgien - 1999: für die Single We Like to Party! (The Vengabus) - Neuseeland - 2024: für die Single Boom, Boom, Boom, Boom!! - Niederlande - 1999: für die Single Boom, Boom, Boom, Boom!! - Schweden - 1999: für die Single Boom, Boom, Boom, Boom!! - Vereinigtes Königreich - 2000: für das Album The Party Album - 2022: für die Single Boom, Boom, Boom, Boom!! - Belgien - 1999: für die Single Boom, Boom, Boom, Boom!! - Kanada - 2000: für das Album The Party Album - Neuseeland - 2000: für die Single Shalala Lala - Irland - 2000: für das Album The Party Album - Indien - 2001: für das Album The Platinum Album - Neuseeland - 2000: für das Album The Party Album - 2001: für das Album The Platinum Album |

## Auszeichnungen nach Alben

### Up & Down – The Party Album
| Land/Region        | Auszeichnungen für Musikverkäufe (Land/Region, Auszeichnung, Verkäufe) | Verkäufe |
| ------------------ | ---------------------------------------------------------------------- | -------- |
| Belgien (BRMA)     | Gold                                                                   | 50.000   |
| Niederlande (NVPI) | Gold                                                                   | 50.000   |
| Schweiz (IFPI)     | Gold                                                                   | 25.000   |
| Insgesamt          | 3× Gold ·                                                              | 125.000  |

### Greatest Hits! Part 1
| Land/Region        | Auszeichnungen für Musikverkäufe (Land/Region, Auszeichnung, Verkäufe) | Verkäufe |
| ------------------ | ---------------------------------------------------------------------- | -------- |
| Belgien (BRMA)     | Platin                                                                 | 50.000   |
| Neuseeland (RMNZ)  | Gold                                                                   | 7.500    |
| Niederlande (NVPI) | Platin                                                                 | 100.000  |
| Polen (ZPAV)       | Gold                                                                   | 50.000   |
| Insgesamt          | 2× Gold · 2× Platin ·                                                  | 207.500  |

### The Party Album
| Land/Region                  | Auszeichnungen für Musikverkäufe (Land/Region, Auszeichnung, Verkäufe) | Verkäufe  |
| ---------------------------- | ---------------------------------------------------------------------- | --------- |
| Australien (ARIA)            | 2× Platin                                                              | 140.000   |
| Chile (IFPI)                 | —                                                                      | 73.911    |
| Frankreich (SNEP)            | Silber                                                                 | 50.000    |
| Indien (IMI)                 | —                                                                      | 650.000   |
| Irland (IRMA)                | 5× Platin                                                              | 75.000    |
| Kanada (MC)                  | 3× Platin                                                              | 300.000   |
| Neuseeland (RMNZ)            | 5× Platin                                                              | 75.000    |
| Norwegen (IFPI)              | Gold                                                                   | 25.000    |
| Schweden (IFPI)              | Gold                                                                   | 40.000    |
| Spanien (Promusicae)         | Gold                                                                   | 50.000    |
| Vereinigte Staaten (RIAA)    | Gold                                                                   | 500.000   |
| Vereinigtes Königreich (BPI) | 2× Platin                                                              | 600.000   |
| Insgesamt                    | 1× Silber · 4× Gold · 17× Platin ·                                     | 2.623.911 |

### The Platinum Album
| Land/Region                  | Auszeichnungen für Musikverkäufe (Land/Region, Auszeichnung, Verkäufe) | Verkäufe  |
| ---------------------------- | ---------------------------------------------------------------------- | --------- |
| Australien (ARIA)            | Platin                                                                 | 70.000    |
| Deutschland (BVMI)           | Gold                                                                   | 150.000   |
| Indien (IMI)                 | 5× Platin                                                              | 500.000   |
| Kanada (MC)                  | Gold                                                                   | 50.000    |
| Neuseeland (RMNZ)            | 5× Platin                                                              | 75.000    |
| Norwegen (IFPI)              | Gold                                                                   | 25.000    |
| Österreich (IFPI)            | Gold                                                                   | 25.000    |
| Polen (ZPAV)                 | Gold                                                                   | 50.000    |
| Schweiz (IFPI)               | Platin                                                                 | 50.000    |
| Spanien (Promusicae)         | Gold                                                                   | 50.000    |
| Ungarn (MAHASZ)              | Gold                                                                   | 25.000    |
| Vereinigtes Königreich (BPI) | Gold                                                                   | 100.000   |
| Insgesamt                    | 8× Gold · 12× Platin ·                                                 | 1.170.000 |

## Auszeichnungen nach Singles

### Up & Down
| Land/Region                  | Auszeichnungen für Musikverkäufe (Land/Region, Auszeichnung, Verkäufe) | Verkäufe |
| ---------------------------- | ---------------------------------------------------------------------- | -------- |
| Vereinigtes Königreich (BPI) | Platin                                                                 | 600.000  |
| Insgesamt                    | 1× Platin ·                                                            | 600.000  |

### We Like to Party! (The Vengabus)
| Land/Region                  | Auszeichnungen für Musikverkäufe (Land/Region, Auszeichnung, Verkäufe) | Verkäufe  |
| ---------------------------- | ---------------------------------------------------------------------- | --------- |
| Australien (ARIA)            | Platin                                                                 | 70.000    |
| Belgien (BRMA)               | 2× Platin                                                              | 100.000   |
| Neuseeland (RMNZ)            | Gold                                                                   | 5.000     |
| Niederlande (NVPI)           | Platin                                                                 | 75.000    |
| Vereinigte Staaten (RIAA)    | —                                                                      | 405.000   |
| Vereinigtes Königreich (BPI) | Platin                                                                 | 600.000   |
| Insgesamt                    | 1× Gold · 5× Platin ·                                                  | 1.255.000 |

### Boom, Boom, Boom, Boom!!
| Land/Region                  | Auszeichnungen für Musikverkäufe (Land/Region, Auszeichnung, Verkäufe) | Verkäufe  |
| ---------------------------- | ---------------------------------------------------------------------- | --------- |
| Australien (ARIA)            | Platin                                                                 | 70.000    |
| Belgien (BRMA)               | 3× Platin                                                              | 150.000   |
| Dänemark (IFPI)              | Platin                                                                 | 90.000    |
| Deutschland (BVMI)           | Gold                                                                   | 250.000   |
| Frankreich (SNEP)            | Gold                                                                   | 250.000   |
| Italien (FIMI)               | Gold                                                                   | 50.000    |
| Neuseeland (RMNZ)            | 2× Platin                                                              | 60.000    |
| Niederlande (NVPI)           | 2× Platin                                                              | 150.000   |
| Schweden (IFPI)              | 2× Platin                                                              | 60.000    |
| Spanien (Promusicae)         | Gold                                                                   | 30.000    |
| Vereinigtes Königreich (BPI) | 2× Platin                                                              | 1.200.000 |
| Insgesamt                    | 4× Gold · 13× Platin ·                                                 | 2.360.000 |

### We’re Going to Ibiza
| Land/Region                  | Auszeichnungen für Musikverkäufe (Land/Region, Auszeichnung, Verkäufe) | Verkäufe |
| ---------------------------- | ---------------------------------------------------------------------- | -------- |
| Australien (ARIA)            | Gold                                                                   | 35.000   |
| Belgien (BRMA)               | Platin                                                                 | 50.000   |
| Dänemark (IFPI)              | Gold                                                                   | 45.000   |
| Neuseeland (RMNZ)            | Gold                                                                   | 5.000    |
| Niederlande (NVPI)           | Platin                                                                 | 75.000   |
| Schweden (IFPI)              | Platin                                                                 | 30.000   |
| Vereinigtes Königreich (BPI) | Platin                                                                 | 600.000  |
| Insgesamt                    | 3× Gold · 4× Platin ·                                                  | 840.000  |

### Kiss (When the Sun Don’t Shine)
| Land/Region                  | Auszeichnungen für Musikverkäufe (Land/Region, Auszeichnung, Verkäufe) | Verkäufe |
| ---------------------------- | ---------------------------------------------------------------------- | -------- |
| Neuseeland (RMNZ)            | Gold                                                                   | 5.000    |
| Schweden (IFPI)              | Gold                                                                   | 15.000   |
| Vereinigtes Königreich (BPI) | Silber                                                                 | 349.500  |
| Insgesamt                    | 1× Silber · 2× Gold ·                                                  | 369.500  |

### Shalala Lala
| Land/Region                  | Auszeichnungen für Musikverkäufe (Land/Region, Auszeichnung, Verkäufe) | Verkäufe |
| ---------------------------- | ---------------------------------------------------------------------- | -------- |
| Australien (ARIA)            | Gold                                                                   | 35.000   |
| Belgien (BRMA)               | Gold                                                                   | 25.000   |
| Deutschland (BVMI)           | Platin                                                                 | 500.000  |
| Neuseeland (RMNZ)            | 3× Platin                                                              | 15.000   |
| Österreich (IFPI)            | Platin                                                                 | 50.000   |
| Schweden (IFPI)              | Gold                                                                   | 15.000   |
| Schweiz (IFPI)               | Gold                                                                   | 25.000   |
| Vereinigtes Königreich (BPI) | Silber                                                                 | 200.000  |
| Insgesamt                    | 1× Silber · 4× Gold · 5× Platin ·                                      | 880.000  |

### Uncle John from Jamaica
| Land/Region       | Auszeichnungen für Musikverkäufe (Land/Region, Auszeichnung, Verkäufe) | Verkäufe |
| ----------------- | ---------------------------------------------------------------------- | -------- |
| Neuseeland (RMNZ) | Gold                                                                   | 5.000    |
| Insgesamt         | 1× Gold ·                                                              | 5.000    |

## Statistik und Quellen
| Land/RegionAuszeichnungen für Musikverkäufe (Land/Region, Auszeichnungen, Verkäufe, Quellen) | Silber     | Gold       | Platin       | Verkäufe  | Quellen                                                    |
| -------------------------------------------------------------------------------------------- | ---------- | ---------- | ------------ | --------- | ---------------------------------------------------------- |
| Australien (ARIA)                                                                            | —          | 2× Gold2   | 5× Platin5   | 420.000   | aria.com.au                                                |
| Belgien (BRMA)                                                                               | —          | 2× Gold2   | 7× Platin7   | 425.000   | ultratop.be                                                |
| Chile (IFPI)                                                                                 | —          | —          | —            | 73.911    | Einzelnachweise                                            |
| Dänemark (IFPI)                                                                              | —          | Gold1      | Platin1      | 135.000   | ifpi.dk                                                    |
| Deutschland (BVMI)                                                                           | —          | 2× Gold2   | Platin1      | 900.000   | musikindustrie.de                                          |
| Frankreich (SNEP)                                                                            | Silber1    | Gold1      | —            | 300.000   | infodisc.fr                                                |
| Indien (IMI)                                                                                 | —          | —          | 5× Platin5   | 1.150.000 | worldradiohistory.com                                      |
| Irland (IRMA)                                                                                | —          | —          | 5× Platin5   | 75.000    | worldradiohistory.com                                      |
| Italien (FIMI)                                                                               | —          | Gold1      | —            | 50.000    | fimi.it                                                    |
| Kanada (MC)                                                                                  | —          | Gold1      | 3× Platin3   | 350.000   | musiccanada.com                                            |
| Neuseeland (RMNZ)                                                                            | —          | 5× Gold5   | 15× Platin15 | 267.500   | aotearoamusiccharts.co.nz NZ2                              |
| Niederlande (NVPI)                                                                           | —          | Gold1      | 5× Platin5   | 450.000   | nvpi.nl                                                    |
| Norwegen (IFPI)                                                                              | —          | 2× Gold2   | —            | 50.000    | ifpi.no (Memento vom 5. November 2012 im Internet Archive) |
| Österreich (IFPI)                                                                            | —          | Gold1      | Platin1      | 75.000    | ifpi.at                                                    |
| Polen (ZPAV)                                                                                 | —          | 2× Gold2   | —            | 100.000   | olis.pl                                                    |
| Schweden (IFPI)                                                                              | —          | 3× Gold3   | 3× Platin3   | 160.000   | sverigetopplistan.se SE2                                   |
| Schweiz (IFPI)                                                                               | —          | 2× Gold2   | Platin1      | 100.000   | hitparade.ch                                               |
| Spanien (Promusicae)                                                                         | —          | 3× Gold3   | —            | 130.000   | elportaldemusica.es                                        |
| Ungarn (MAHASZ)                                                                              | —          | Gold1      | —            | 25.000    | slagerlistak.hu                                            |
| Vereinigte Staaten (RIAA)                                                                    | —          | Gold1      | —            | 905.000   | riaa.com                                                   |
| Vereinigtes Königreich (BPI)                                                                 | 2× Silber2 | Gold1      | 7× Platin7   | 4.249.500 | bpi.co.uk                                                  |
| Insgesamt                                                                                    | 3× Silber3 | 32× Gold32 | 59× Platin59 |           |                                                            |